# David Vendetta
Pour les articles homonymes, voir Vendetta (homonymie).
 (mai 2018).
Si vous disposez d'ouvrages ou d'articles de référence ou si vous connaissez des sites web de qualité traitant du thème abordé ici, merci de compléter l'article en donnant les références utiles à sa vérifiabilité et en les liant à la section « Notes et références ».
 (novembre 2012).
David Vendetta, de son vrai nom David Paparusso, est un disc jockey français né à Longwy (Meurthe-et-Moselle) le 25 août 1968.

## Biographie
D'abord préparateur puis représentant pharmaceutique, David Vendetta arrête cette activité en 2000 pour devenir DJ et producteur de musique.
Sa carrière débute en 2002, avec le titre No Sex, un morceau triba, de house music. Antoine Clamaran produit ses trois premiers maxis: Fiction / No sex, She loves me / Party People, Alicante / Cleopatra. En 2004, Roger Sanchez lui confie la réalisation de plusieurs remixes dont Dancin pour son propre label, Stealth Records.
Il reçoit alors le soutien de DJ's de renommée mondiale, dont David Guetta qui lui avait permis une visibilité notoire aux Bains Douches, mais aussi de Michael Gray et Kurd Maverick. 
Son premier succès commercial en musique arrive en 2006 avec le titre Love to Love You Baby, qui prendra une ampleur internationale. Ce sample de Donna Summer donne un nouvel élan à sa carrière. Il dit rendre hommage à cette chanteuse qu’il apprécie depuis son enfance à travers cette création.
Résident du « Redlight » pour les soirées Cosa Nostra, il participe à de nombreuses fêtes étrangères à Ibiza, New York, Chicago, Moscou, Barcelone, Marrakech, ou encore Porto Rico. Outre les platines de clubs, le DJ mixe aussi sur Radio FG, pour laquelle il anime tous les jeudis de 22h à 23h le radio show Cosa Nostra. Ce sera aussi pour Radio FG qu'il mixera la compil Dancefloor FG winter 2007. Il livre dans le même temps une compilation, Love to Love You Session, un mini-album composé de 9 titres (sur 12) produits et remixés par lui-même.
Depuis Love to Love You Baby, David Vendetta a sorti Unidos Para La Música avec le chanteur Akram Sedkaoui et tient plusieurs mois les premières places du TOP 40 Radio. David est nommé aux NRJ Music Awards dans la catégorie « Meilleur DJ français ». Puis il sort Break 4 Love, une reprise d'une chanson de Raze avec la participation du chanteur du groupe, Keith Thompson. 
Son album Rendez-vous, dans lequel on retrouve les voix de Akram Sedkaoui, Barbara Tucker, Audrey Valorzi, Rachael Starr, est sorti le 4 juin et sera réédité l'année suivante. Le 12 novembre 2007, sort Bleeding Heart, un morceau réédité de son album en duo avec Rachael Starr.
David Vendetta a ensuite signé un nouveau succès avec Hold That Sucker Down, reprise d'une chanson de The O.T. Quartet. Son titre Freaky Girl, sorti le 2 juillet 2008 dans un format numérique, est en duo avec David Gonçalves. Il s'associe à Paco Rabanne pour effectuer en France et en Russie la tournée et la promotion du parfum Black XS live sound.
En janvier 2009, David signe à nouveau sur le label Stealth Records. Son titre Anticipation avec la voix de Barbara Tucker, extrait de son premier album, sort en numérique le 14 avril 2009 sur le label DJ Center.
David revient ensuite avec un titre plus personnel, She Turns Around sur le label de Roger Sanchez, Stealth Records sous le catalogue STEALTH le 10 mai 2009. Il sort ensuite une nouvelle version du titre nommée I Hope She Turns Around, avec un chanteur différent.
À la suite de la sortie de ces trois titres, David sort son deuxième album, Vendetta, le 26 avril 2010 sur iTunes et le 3 mai dans tous les Virgin Megastores. David Vendetta a invité sur ce projet de nombreux artistes: Luciana, Tara McDonald, Haifa Wehbe, Rachael Starr et Peter Stormare.
L'année 2011 commence avec ses deux titres I've Been Thinking About You, une reprise de Londonbeat, et World Keeps Turning sous l'alias DV, qui marque sa première collaboration avec la chanteuse Sylvia Tosun. 
Il a un fils Alexandre, lui aussi DJ, sous le pseudonyme Monte-Cristo, avec lequel il a collaboré pour le remix du titre You'll be mine de Mico C.
Le 17 septembre 2013 sort Love is Love en collaboration avec Sylvia Tosun, sous le nom de groupe VenSun . Cela aboutit à la sortie le 11 novembre d'un EP appelé The Dragon Flies composé de trois titres : The Dragon Flies, Chasing Summers, et Even After.
Le 21 février 2020, il assure l'ambiance musicale du "B Day d'Isa" dans le club échangiste Liberty Station situé à Prinquiau, en Loire-Atlantique.

## Polémique
Le 5 février 2010, la presse rend compte d'une affaire judiciaire entre David Vendetta et Mickaël Vendetta. Il déplore l'homonymie avec ce personnage, et réclame que Mickaël Vendetta change de nom. La production de ce dernier refuse, avançant comme arguments une attente à point nommé et un coup médiatique programmé avant la sortie de l'album Vendetta[évasif]. Les deux noms ont été déposés à l'INPI.
Après avoir porté plainte contre Mickaël Vendetta pour parasitage, à la sortie de La Ferme Célébrités, une rencontre eut lieu entre les deux hommes afin de clore le litige. Mickaël a insisté sur le fait qu'il voulait devenir acteur donc qu'il ne nuirait pas à la carrière musicale de David.
David Vendetta et Mickaël Vendetta se sont expliqués, puis réconciliés sur cette affaire au cours d'un entretien amical.

## Discographie

### Album studio
| Titre       | Détails                                                                                  | Meilleures positions | Meilleures positions |
| Titre       | Détails                                                                                  | France               | Belgique (Wallonie)  |
| ----------- | ---------------------------------------------------------------------------------------- | -------------------- | -------------------- |
| Rendez-vous | - Sortie : 4 juin 2007 - Label: DJ Center Records - Formats: CD, téléchargement          | 16                   | 15                   |
| Vendetta    | - Date de sortie : 7 avril 2010 - Label: DJ Center Records - Formats: CD, téléchargement | —                    | —                    |

### Singles

#### Singles classés
| Année | Titre                               | Meilleures positions | Meilleures positions | Meilleures positions | Meilleures positions | Album                           |
| Année | Titre                               | France               | Belgique (Wallonie)  | Finlande             | Pays-Bas             | Album                           |
| ----- | ----------------------------------- | -------------------- | -------------------- | -------------------- | -------------------- | ------------------------------- |
| 2006  | Love to Love You Baby               | 20                   | 30                   | —                    | 65                   | Rendez-vous                     |
| 2007  | Unidos Para La Música (feat. Akram) | 5                    | 30                   | —                    | —                    | Rendez-vous                     |
| 2007  | Break 4 Love (vs. Keith Thompson)   | 17                   | 17                   | 14                   | —                    | Rendez-vous                     |
| 2008  | Hold That Sucker Down               | 17                   | 12                   | —                    | —                    | Rendez-vous (édition collector) |

#### Tous les singles
- 2006 : Love to Love You Baby
- 2007 : Unidos Para La Música (feat. Akram)
- 2007 : Break 4 Love (vs. Keith Thompson)
- 2007 : Bleeding Heart (feat. Rachael Starr)
- 2008 : Hold That Sucker Down
- 2008 : Freaky Girl (feat. David Gonçalves)
- 2009 : Anticipation (avec Barbara Tucker)
- 2009 : She Turns Around (feat. Syd Bayliss)
- 2009 : I Hope She Turns Around (feat. Brian Lucas)
- 2010 : I'm Your Goddess (vs. Tara McDonald feat. Alim Gasimov)
- 2010 : Make Boys Cry (feat. Luciana)
- 2010 : Can You Feel It (feat. Brian Lucas)
- 2010 : Dark Room
- 2010 : Stella (feat. Brian Lucas)
- 2010 : Yama Layali (avec Haifa Wehbe)
- 2011 : I've Been Thinking About You (feat. Londonbeat)
- 2011 : World Keeps Turning (sous DV vs. Sylvia Tosun)
- 2011 : Holding On (feat. Rachael Starr)
- 2011 : One More Time (feat. Max'C)
- 2012 : Sun Comes Up (feat. Booty Luv)
- 2012 : Can't Get Enough (feat. Polina Griffith)
- 2013 : Love Is Love (avec Sylvia Tosun sous VenSun)
- 2016 : Alive (avec Sylvia Tosun)
- 2019 : Duy (avec Aygün Kazımova)
- 2019 : The Cosanostra Family (avec Sen Etan)
- 2020 : Like an Eagle (avec Damon Grey)
- 2021 : Alive (avec Le Petit Frenchy & Bertrand Dupart feat. Sylvia Tosun)
- 2021 : Illusion (avec Mazza)

### Remixes
- 2004 : Elya - Summer Love (David Vendetta Remix)
- 2004 : Louis Botella - Together (David Vendetta Remix)
- 2004 : Louis Botella - Rumba Buena (David Vendetta's Cuba Remix)
- 2005 : A Tribe Called Es feat. Jaquita - Dancin' (David Vendetta Remix)
- 2005 : Sueno Soul - Tempo Da Solo (David Vendetta Remix)
- 2005 : Korovin feat. Keith Thompson - I Live For Now (David Vendetta Remix)
- 2006 : Sebastian Ingrosso & John Dahlbäck - Lick my Deck (David Vendetta Remix)
- 2006 : Aston Martinez - Twisted (David Vendetta Remix)
- 2006 : Teo Moss & Van Silver - Show You 2 (David Vendetta Remix)
- 2006 : Sander Kleinenberg - This Is Ibiza (David Vendetta Remix)
- 2006 : Sander Kleinenberg - This Is Miami (David Vendetta Remix)
- 2006 : Brian Cross - Over My Skin (David Vendetta Remix)
- 2006 : DJ Chus & David Penn present Soulground feat. Concha Buika - We Play House (David Vendetta Remix)
- 2006 : Antoine Clamaran - Dance 2 (David Vendetta Remix)
- 2007 : Kurd Maverick - The Rub (I Never Rock) (David Vendetta Remix)
- 2008 : John Modena - Forever (David Vendetta Remix)
- 2008 : Mar-T - Gentlemen (David Vendetta Cosa Nostra Mix)
- 2008 : Tape Five - Don Pueblo's Bar 8 A.M. (David Vendetta Remix)
- 2009 : Agent Greg vs. Audiopunch feat. Nanchang Nancy - Symphony Of Love (David Vendetta Remix)
- 2009 : Ron Carroll & Superfunk - Lucky Star 2009 (David Vendetta Remix)
- 2011 : Sylvia Tosun vs. DV - World Keeps Turning (David Vendetta Remix)
- 2011 : Playmen & Claydee feat Tamta - Tonight (David Vendetta Remix)
- 2012 : Redd feat Akon & Snoop Dogg - I'm Day Dreaming (David Vendetta Remix)
- 2013 : Mico C - You'll Be Mine (David Vendetta & Monte Cristo Remix)
- 2013 : Simon From Deep Divas & Corona - Baby Baby (David Vendetta Remix)
- 2013 : Melissa - Nanana (David Vendetta Remix)